# Woiwodschaft Rzeszów

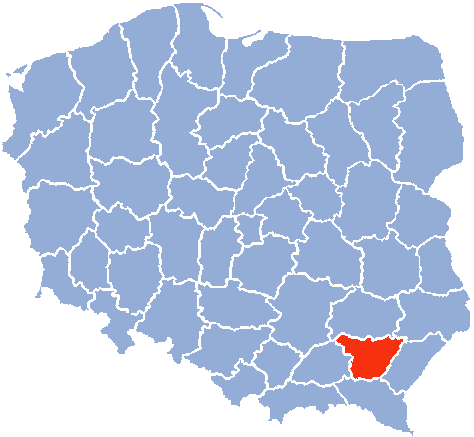
Politische Karte Polens, Woiwodschaft Rzeszów rot hervorgehoben

Die Woiwodschaft Rzeszów war in den Jahren 1945 bis 1975 und 1975 bis 1998 eine polnische Woiwodschaft, die im Zuge einer Gebietsreform in der heutigen Woiwodschaft Karpatenvorland aufging. Hauptstadt war das namensgebende Rzeszów, das heute Hauptstadt der Woiwodschaft Karpatenvorland ist. Im Jahr 1975 wurde die Woiwodschaft im Rahmen der Umgestaltung der administrativen Gliederung in Polen deutlich verkleinert.
Bedeutende Städte waren:
- Rzeszów
- Łańcut
- Strzyżów